# 공공 참여
공공 참여(public participation), 시민 참여(citizen participation) 또는 환자 및 공공 참여(patient and public involvement)는 모든 조직이나 프로젝트의 활동에 대중을 포함시키는 것이다. 공공 참여는 이해관계자 참여와 유사하지만 더 포괄적이다.
일반적으로 공공 참여는 결정에 잠재적으로 영향을 받거나 관심이 있는 사람들의 참여를 추구하고 촉진한다. 이는 개인, 정부, 기관, 회사 또는 공익에 영향을 미치는 기타 단체와 관련될 수 있다. 공공 참여의 원칙은 의사결정에 영향을 받는 사람들이 의사결정 과정에 참여할 권리를 갖는다는 것이다. 공공 참여는 대중의 기여가 결정에 영향을 미친다는 것을 의미한다. 공공 참여는 권한 부여의 한 형태이자 민주적 거버넌스의 핵심 부분으로 간주될 수 있다. 지식 경영의 맥락에서 지속적인 참여 프로세스의 확립은 전체 공동체 또는 사회의 참여에 대한 열망에 의해 형성되는 집단 지성과 포용성의 촉진자에서 일부에 의해 보여진다.
공공 참여는 지난 30년 동안 서구 문화에 등장한 "사람 중심" 또는 "인간 중심" 원칙의 일부이며 교육, 비즈니스, 공공 정책 및 국제 구호 및 개발 프로그램과 관련이 있다. 공공 참여는 인본주의 운동에 의해 발전된다. 공공 참여는 "사람 우선" 패러다임 전환의 일환으로 발전할 수 있다. 이런 점에서 공공 참여는 "큰 것이 더 좋다"는 개념과 중앙 집중화된 계층 구조의 논리에 도전할 수 있으며, "머리가 많은 것이 한 명보다 낫다"는 대안적인 개념을 발전시키고 공공 참여가 생산적이고 지속적인 변화를 유지할 수 있다고 주장할 수 있다.
일부 법률 및 기타 체계에서는 공공 참여에 대한 인권 접근 방식을 개발했다. 예를 들어, 경제 및 인간 개발에 대중이 참여할 권리는 1990년 개발 및 변혁에 대한 공공 참여를 위한 아프리카 헌장에 명시되어 있다. 마찬가지로 주요 환경 및 지속 가능성 메커니즘은 리우 선언과 같은 공공 참여 권리를 보장한다.

## 같이 보기
- 시민과학
- 숙의 민주주의
- 참여
- 참여경제
- 전략적 봉쇄소송